# Daltonia gracilis
Daltonia gracilis är en bladmossart som beskrevs av Mitten 1869. Daltonia gracilis ingår i släktet Daltonia och familjen Daltoniaceae. Inga underarter finns listade i Catalogue of Life.